# Zamora-Trophäe
Die Zamora-Trophäe (spanisch „Trofeo Zamora“) wird seit der Saison 1958/59 dem Torwart mit den wenigsten Gegentoren in der Spanischen Liga überreicht. Sie heißt „Zamora“ zu Ehren des ehemaligen spanischen Torwarts Ricardo Zamora. Verliehen wird die Trophäe jährlich von der Sportzeitung Marca. Seit der Saison 1986/87 wird ein entsprechender gleichnamiger Preis auch an Torhüter der zweiten spanischen Liga und seit 2016/17 an Torhüterinnen der Spanischen Meisterschaft für Frauen verliehen. Derjenige, der fünf Trofeo Zamora gewinnt, erhält eine „Goldene Zamora“, was bisher nur den Rekordtitelträgern Antoni Ramallets, Jan Oblak und Víctor Valdés zuteilwurde.
Die entsprechende Trophäe für Torjäger nennt sich Pichichi-Trophäe.

## Vergabemodalitäten
Derzeit wird der Preis an denjenigen Torhüter vergeben, der mindestens 28 Meisterschaftsspiele über je mindestens 60 Minuten bestritten hat und dabei im Durchschnitt die wenigsten Gegentore hinnehmen musste. Es wird also nicht zwingend der Torhüter mit den absolut wenigsten Gegentoren ausgezeichnet, sondern derjenige mit den durchschnittlich wenigsten in einer aussagekräftigen Anzahl von Spielen. Der Gegentorquotient wird mit zwei Nachkommastellen berechnet. Für den Fall, dass zwei Torhüter denselben Quotienten erreicht haben, erhält derjenige mit mehr absolvierten Meisterschaftsspielen den Preis; liegen sie auch hier gleichauf, erhalten beide den Preis (so geschehen in der Saison 1992/93).
Von allen Titelträgern hat Francisco Liaño von Deportivo La Coruña mit 18 Gegentoren in 38 Spielen in der Saison 1993/94, also einer Quote von 0,47 Gegentoren pro Spiel den aus Sicht des Torwarts besten Schnitt vorzuweisen.

## Gewinner der Trofeo Zamora

### Inoffizielle Titelträger
Hinweis: Diese Torhüter (bis 1958) wurden jeweils durch nachträgliche Berechnung ermittelt; es handelt sich also um fiktive Titelträger. Auch Ricardo Zamora hat die nach ihm benannte Auszeichnung nie gewonnen, selbst wenn er sie mehrfach verdient gehabt hätte.
| Saison  | Torwart               | Land                    | Mannschaft          | Spiele | Gegentore | Gegentore/Spiel |
| ------- | --------------------- | ----------------------- | ------------------- | ------ | --------- | --------------- |
| 1928/29 | Ricardo Zamora        | Spanien 1875            | Espanyol Barcelona  | 15     | 24        | 1,60            |
| 1929/30 | Gregorio Blasco       | Spanien 1875            | Athletic Bilbao     | 15     | 20        | 1,33            |
| 1930/31 | Tomás Zarraonaindia   | Spanien Zweite Republik | Arenas Club         | 14     | 27        | 1,92            |
| 1931/32 | Ricardo Zamora        | Spanien Zweite Republik | Real Madrid         | 17     | 15        | 0,88            |
| 1932/33 | Ricardo Zamora        | Spanien Zweite Republik | Real Madrid         | 18     | 17        | 0,94            |
| 1933/34 | Gregorio Blasco       | Spanien Zweite Republik | Athletic Bilbao     | 14     | 21        | 1,50            |
| 1934/35 | Joaquín Urquiaga      | Spanien Zweite Republik | Betis Sevilla       | 21     | 19        | 0,90            |
| 1935/36 | Gregorio Blasco       | Spanien Zweite Republik | Athletic Bilbao     | 21     | 30        | 1,47            |
| 1939/40 | Fernando Tabales      | Spanien 1938            | Atlético Madrid     | 21     | 29        | 1,38            |
| 1940/41 | José María Echevarría | Spanien 1938            | Athletic Bilbao     | 18     | 21        | 1,16            |
| 1941/42 | Juan Acuña            | Spanien 1938            | Deportivo La Coruña | 26     | 37        | 1,42            |
| 1942/43 | Juan Acuña            | Spanien 1938            | Deportivo La Coruña | 25     | 31        | 1,24            |
| 1943/44 | Ignacio Eizaguirre    | Spanien 1938            | FC Valencia         | 26     | 32        | 1,23            |
| 1944/45 | Ignacio Eizaguirre    | Spanien 1945            | FC Valencia         | 22     | 28        | 1,27            |
| 1945/46 | José Bañón            | Spanien 1945            | Real Madrid         | 25     | 29        | 1,16            |
| 1946/47 | Raimundo Lezama       | Spanien 1945            | Athletic Bilbao     | 23     | 29        | 1,26            |
| 1947/48 | Juan Velasco          | Spanien 1945            | FC Barcelona        | 26     | 31        | 1,19            |
| 1948/49 | Marcel Domingo        | Frankreich 1946         | Atlético Madrid     | 24     | 28        | 1,16            |
| 1949/50 | Juan Acuña            | Spanien 1945            | Deportivo La Coruña | 22     | 29        | 1,31            |
| 1950/51 | Juan Acuña            | Spanien 1945            | Deportivo La Coruña | 26     | 36        | 1,38            |
| 1951/52 | Antoni Ramallets      | Spanien 1945            | FC Barcelona        | 28     | 40        | 1,42            |
| 1952/53 | Marcel Domingo        | Frankreich 1946         | Espanyol Barcelona  | 27     | 34        | 1,25            |
| 1953/54 | Juan Otero            | Spanien 1945            | Deportivo La Coruña | 25     | 35        | 1,4             |
| 1954/55 | Juan Alonso           | Spanien 1945            | Real Madrid         | 24     | 24        | 1,00            |
| 1955/56 | Antoni Ramallets      | Spanien 1945            | FC Barcelona        | 29     | 24        | 0,82            |
| 1956/57 | Antoni Ramallets      | Spanien 1945            | FC Barcelona        | 29     | 35        | 1,20            |
| 1957/58 | Goyo                  | Spanien 1945            | FC Valencia         | 28     | 28        | 1,00            |

### Offizielle Titelträger
| Saison  | Torwart                | Land         | Mannschaft          | Spiele | Gegentore | Gegentore/Spiel |
| ------- | ---------------------- | ------------ | ------------------- | ------ | --------- | --------------- |
| 1958/59 | Antoni Ramallets       | Spanien 1945 | FC Barcelona        | 28     | 23        | 0,82            |
| 1959/60 | Antoni Ramallets       | Spanien 1945 | FC Barcelona        | 27     | 24        | 0,88            |
| 1960/61 | José Vicente           | Spanien 1945 | Real Madrid         | 30     | 25        | 0,83            |
| 1961/62 | José Araquistain       | Spanien 1945 | Real Madrid         | 25     | 19        | 0,76            |
| 1962/63 | José Vicente           | Spanien 1945 | Real Madrid         | 27     | 26        | 0,96            |
| 1963/64 | José Vicente           | Spanien 1945 | Real Madrid         | 15     | 10        | 0,66            |
| 1964/65 | Antonio Betancort      | Spanien 1945 | Real Madrid         | 24     | 15        | 0,62            |
| 1965/66 | José Manuel Pesudo     | Spanien 1945 | FC Barcelona        | 22     | 15        | 0,68            |
| 1966/67 | Antonio Betancort      | Spanien 1945 | Real Madrid         | 22     | 15        | 0,68            |
| 1967/68 | Andrés Junquera        | Spanien 1945 | Real Madrid         | 22     | 19        | 0,86            |
| 1968/69 | Salvador Sadurní       | Spanien 1945 | FC Barcelona        | 30     | 18        | 0,60            |
| 1969/70 | José Ángel Iribar      | Spanien 1945 | Athletic Bilbao     | 30     | 20        | 0,66            |
| 1970/71 | Abelardo González      | Spanien 1945 | FC Valencia         | 30     | 19        | 0,63            |
| 1971/72 | Juan Deusto            | Spanien 1945 | FC Málaga           | 28     | 17        | 0,60            |
| 1972/73 | Miguel Reina           | Spanien 1945 | FC Barcelona        | 34     | 21        | 0,66            |
| 1973/74 | Salvador Sadurní       | Spanien 1945 | FC Barcelona        | 30     | 22        | 0,73            |
| 1974/75 | Salvador Sadurní       | Spanien 1945 | FC Barcelona        | 24     | 19        | 0,79            |
| 1975/76 | Miguel Ángel González  | Spanien 1945 | Real Madrid         | 32     | 23        | 0,71            |
| 1976/77 | Miguel Reina           | Spanien 1977 | Atlético Madrid     | 30     | 29        | 0,96            |
| 1977/78 | Pedro María Artola     | Spanien 1977 | FC Barcelona        | 28     | 23        | 0,82            |
| 1978/79 | José Manzanedo         | Spanien 1977 | Valencia            | 25     | 26        | 1,04            |
| 1979/80 | Luis Arconada          | Spanien 1977 | Real Sociedad       | 34     | 20        | 0,58            |
| 1980/81 | Luis Arconada          | Spanien      | Real Sociedad       | 34     | 29        | 0,85            |
| 1981/82 | Luis Arconada          | Spanien      | Real Sociedad       | 34     | 33        | 0,97            |
| 1982/83 | Agustín Rodríguez      | Spanien      | Real Madrid         | 29     | 22        | 0,75            |
| 1983/84 | Urruti                 | Spanien      | FC Barcelona        | 33     | 26        | 0,78            |
| 1984/85 | Juan Carlos Ablanedo   | Spanien      | Sporting Gijón      | 33     | 22        | 0,66            |
| 1985/86 | Juan Carlos Ablanedo   | Spanien      | Sporting Gijón      | 34     | 27        | 0,79            |
| 1986/87 | Andoni Zubizarreta     | Spanien      | FC Barcelona        | 43     | 29        | 0,67            |
| 1987/88 | Francisco Buyo         | Spanien      | Real Madrid         | 35     | 23        | 0,65            |
| 1988/89 | José Manuel Ochotorena | Spanien      | FC Valencia         | 37     | 25        | 0,67            |
| 1989/90 | Juan Carlos Ablanedo   | Spanien      | Sporting Gijón      | 31     | 25        | 0,80            |
| 1990/91 | Abel Resino            | Spanien      | Atlético Madrid     | 33     | 17        | 0,51            |
| 1991/92 | Francisco Buyo         | Spanien      | Real Madrid         | 35     | 27        | 0,77            |
| 1992/93 | Francisco Liaño        | Spanien      | Deportivo La Coruña | 37     | 31        | 0,83            |
| 1992/93 | Santiago Cañizares     | Spanien      | Celta de Vigo       | 36     | 30        | 0,83            |
| 1993/94 | Francisco Liaño        | Spanien      | Deportivo La Coruña | 38     | 18        | 0,47            |
| 1994/95 | Pedro Jaro             | Spanien      | Betis Sevilla       | 38     | 25        | 0,65            |
| 1995/96 | José Francisco Molina  | Spanien      | Atlético Madrid     | 42     | 32        | 0,76            |
| 1996/97 | Jacques Songo’o        | Kamerun      | Deportivo La Coruña | 37     | 28        | 0,76            |
| 1997/98 | Toni Jiménez           | Spanien      | Espanyol Barcelona  | 37     | 31        | 0,84            |
| 1998/99 | Carlos Roa             | Argentinien  | RCD Mallorca        | 35     | 29        | 0,83            |
| 1999/00 | Martín Herrera         | Argentinien  | Deportivo Alavés    | 38     | 37        | 0,97            |
| 2000/01 | Santiago Cañizares     | Spanien      | FC Valencia         | 37     | 34        | 0,92            |
| 2001/02 | Santiago Cañizares     | Spanien      | FC Valencia         | 31     | 23        | 0,74            |
| 2002/03 | Pablo Cavallero        | Argentinien  | Celta Vigo          | 34     | 27        | 0,79            |
| 2003/04 | Santiago Cañizares     | Spanien      | FC Valencia         | 37     | 25        | 0,68            |
| 2004/05 | Víctor Valdés          | Spanien      | FC Barcelona        | 35     | 25        | 0,71            |
| 2005/06 | José Manuel Pinto      | Spanien      | Celta Vigo          | 36     | 28        | 0,78            |
| 2006/07 | Roberto Abbondanzieri  | Argentinien  | FC Getafe           | 36     | 30        | 0,83            |
| 2007/08 | Iker Casillas          | Spanien      | Real Madrid         | 36     | 32        | 0,89            |
| 2008/09 | Víctor Valdés          | Spanien      | FC Barcelona        | 35     | 31        | 0,89            |
| 2009/10 | Víctor Valdés          | Spanien      | FC Barcelona        | 38     | 24        | 0,63            |
| 2010/11 | Víctor Valdés          | Spanien      | FC Barcelona        | 32     | 16        | 0,50            |
| 2011/12 | Víctor Valdés          | Spanien      | FC Barcelona        | 35     | 28        | 0,80            |
| 2012/13 | Thibaut Courtois       | Belgien      | Atlético Madrid     | 37     | 29        | 0,78            |
| 2013/14 | Thibaut Courtois       | Belgien      | Atlético Madrid     | 37     | 24        | 0,65            |
| 2014/15 | Claudio Bravo          | Chile        | FC Barcelona        | 37     | 19        | 0,51            |
| 2015/16 | Jan Oblak              | Slowenien    | Atlético Madrid     | 38     | 18        | 0,47            |
| 2016/17 | Jan Oblak              | Slowenien    | Atlético Madrid     | 29     | 21        | 0,72            |
| 2017/18 | Jan Oblak              | Slowenien    | Atlético Madrid     | 37     | 22        | 0,59            |
| 2018/19 | Jan Oblak              | Slowenien    | Atlético Madrid     | 37     | 27        | 0,73            |
| 2019/20 | Thibaut Courtois       | Belgien      | Real Madrid         | 34     | 20        | 0,59            |
| 2020/21 | Jan Oblak              | Slowenien    | Atlético Madrid     | 38     | 25        | 0,66            |
| 2021/22 | Bono                   | Marokko      | FC Sevilla          | 31     | 24        | 0,77            |
| 2022/23 | Marc-André ter Stegen  | Deutschland  | FC Barcelona        | 38     | 18        | 0,47            |

## Torhüter mit den meisten Titeln
| Titel | Spieler              |
| ----- | -------------------- |
| 5     | Jan Oblak            |
| 5     | Antoni Ramallets     |
| 5     | Víctor Valdés        |
| 4     | Juan Acuña           |
| 4     | Santiago Cañizares   |
| 3     | Juan Carlos Ablanedo |
| 3     | Luis Arconada        |
| 3     | Gregorio Blasco      |
| 3     | Thibaut Courtois     |
| 3     | Salvador Sadurní     |
| 3     | José Vicente         |
| 3     | Ricardo Zamora       |
| 2     | Antonio Betancort    |
| 2     | Francisco Buyo       |
| 2     | Marcel Domingo       |
| 2     | Ignacio Eizaguirre   |
| 2     | Francisco Liaño      |
| 2     | Miguel Reina         |

## Mannschaften mit den meisten Titeln
| Titel | Mannschaft          |
| ----- | ------------------- |
| 20    | FC Barcelona        |
| 17    | Real Madrid         |
| 12    | Atlético Madrid     |
| 9     | FC Valencia         |
| 8     | Deportivo La Coruña |
| 6     | Athletic Bilbao     |
| 3     | Espanyol Barcelona  |
| 3     | Real Sociedad       |
| 3     | Sporting Gijón      |
| 3     | Celta Vigo          |
| 2     | Betis Sevilla       |
| 1     | Arenas Club         |
| 1     | CD Málaga           |
| 1     | RCD Mallorca        |
| 1     | Deportivo Alavés    |
| 1     | FC Getafe           |
| 1     | FC Sevilla          |

## Frauen
Ebenso wie bei den Männern verleiht die Zeitschrift Marca seit der Saison 2016/17 auch eine Zamora-Trophäe für die Torhüterin mit den wenigsten Gegentreffern der Spanischen Meisterschaft. Auch bei den Damen muss eine Mindestanzahl an Spielen bestritten werden und dabei 60 Minuten Einsatzzeit nicht unterschritten werden, um in die Wertung zu kommen.
| Saison  | Torwart           | Land    | Mannschaft    | Spiele | Gegentore | Gegentore/Spiel |
| ------- | ----------------- | ------- | ------------- | ------ | --------- | --------------- |
| 2016/17 | Christiane Endler | Chile   | FC Valencia   | 23     | 9         | 0,39            |
| 2017/18 | Sandra Paños      | Spanien | FC Barcelona  | 27     | 11        | 0,41            |
| 2018/19 | Sandra Paños      | Spanien | FC Barcelona  | 27     | 11        | 0,41            |
| 2019/20 | Sandra Paños      | Spanien | FC Barcelona  | 19     | 5         | 0,26            |
| 2020/21 | Misa Rodríguez    | Spanien | Real Madrid   | 32     | 30        | 0,94            |
| 2021/22 | Elene Lete        | Spanien | Real Sociedad | 23     | 14        | 0,61            |
| 2022/23 | Misa Rodríguez    | Spanien | Real Madrid   | 26     | 23        | 0,88            |